# Clubul Sportiv Municipal Târgoviște 2015-2016
Questa voce raccoglie le informazioni riguardanti il Clubul Sportiv Municipal Târgoviște nelle competizioni ufficiali della stagione 2015-2016.

## Organigramma societario
Area direttiva
- Presidente: Ciprian Iugulescu

Area organizzativa
- Genaral manager: Dragoș Bizdrigheanu

Area tecnica
- Allenatore: Stefano Micoli (fino al 3 gennaio 2016), Zoran Terzić (dal 4 gennaio 2016)
- Allenatore in seconda: Željko Bulatović

## Rosa
| N° | Nome                 | Ruolo | Data di nascita   | Nazionalità sportiva |
| -- | -------------------- | ----- | ----------------- | -------------------- |
| 1  | Alexandra Sobo       | C     | 25 aprile 1987    | Romania              |
| 2  | Katja Medved         | L     | 20 marzo 1986     | Slovenia             |
| 5  | Marta Drpa           | S     | 20 aprile 1989    | Serbia               |
| 6  | Andreea Niţulescu    | P     | 10 aprile 1987    | Romania              |
| 7  | Valdonė Petrauskaitė | S     | 23 agosto 1984    | Lituania             |
| 8  | Ana Moldovan         | C     | 24 settembre 1985 | Romania              |
| 9  | Diana Neaga          | P     | 24 maggio 1986    | Romania              |
| 10 | Alexandra Trică      | S     | 21 ottobre 1985   | Romania              |
| 11 | Sorina Marian        | S     | 1º febbraio 1986  | Romania              |
| 12 | Evaggelia Chantava   | S     | 26 ottobre 1990   | Grecia               |
| 13 | Bianka Buša          | S     | 25 luglio 1994    | Serbia               |
| 15 | Milagros Collar      | S/O   | 15 aprile 1988    | Spagna               |
| 17 | Roxana Ivanof        | C     | 9 febbraio 1985   | Romania              |
| 18 | Suzana Ćebić         | L     | 9 novembre 1984   | Serbia               |